# Canaea plagiata
Canaea plagiata är en fjärilsart som beskrevs av W. Warren 1897. Canaea plagiata ingår i släktet Canaea och familjen Thyrididae. Inga underarter finns listade i Catalogue of Life.